# Acanthostyles
Acanthostyles, maleni biljni rod iz porodice glavočika. Pripadaju mu svega dvije vrste, od kojih su obje nekada uključivane u rod konopljuša (Eupatorium). Rastu na jugu Južne Amerike, uglavnom u Argentini, na jugu Brazila i Boliviji.

## Opis
Urolepis ima jednu relativno raširenu vrstu (A. buniifolius) koja se proteže od sjeverne Argentine, do Urugvaja i Brazila te do Paragvaja i Bolivije. Ima nekoliko distinktivnih značajki uključujući subgloboznu, dlakavu “posudicu” (receptakul), dlakave dodatke na filarima, velike papile na stiliziranim granama i velike karpopodije na cipselama.

## Vrste
1. Acanthostyles buniifolius (Hook. & Arn.) R. King & H. Rob.
2. Acanthostyles saucechicoensis (Hieron.) R. King & H. Rob.